# Иван Топич
Иван Топич (на хърватски: Ivan Topić; на италиански: Giovanni Giorgio Topich) е хърватски духовник от XIX век, прелат на Римокатолическата църква.

## Биография
Роден е около 1790 година в хърватския град Сплит, тогава във Венецианската република. На 12 януари 1842 година е назначен за лежки епископ и за апостолически администратор на Скопската епархия. На 20 февруари 1842 година е ръкоположен за лежки епископ. Ръкополагането е извършено в манастира Тор де Спеки в Рим от кардинал Джакомо Филипо Франсони в съслужение с архиепископ Игнацио Джовани Кадолини и епископ Джон Бийд Полдинг.
На 27 септември 1853 година е преместен като шкодренски епископ. Подава оставка на 17 януари 1859 година.
На 10 юли 1859 година става титулярен филипополски в Тракия архиепископ.
Умира на 11 юни 1868 година.